# Gennadios Zervós
Gennadios Zervós, al secolo Tsampìcos Zervós (Kremastì, 8 luglio 1937 – Venezia, 16 ottobre 2020), è stato un arcivescovo ortodosso greco, metropolita dell'arcidiocesi ortodossa di Italia (parte del patriarcato ecumenico di Costantinopoli) ed esarca per l'Europa meridionale.

## Biografia
Nato nel Dodecaneso italiano, fu ordinato diacono il 16 aprile 1960, prendendo il nome di Gennadios, e presbitero il 28 aprile 1963. Svolse per lungo tempo servizio pastorale in Italia, come vescovo di Cratea con sede a Napoli dal 26 novembre 1970, e fu docente presso diversi istituti universitari italiani: per questo ricevette la medaglia di commendatore della Repubblica Italiana. Per lungo tempo fu il rappresentante del patriarca di Costantinopoli in Italia. Fu metropolita dell'arcidiocesi ortodossa d'Italia e Malta dal 26 agosto 1996. Primo vescovo ortodosso in Italia, il 26 novembre 1970 fu eletto all'unanimità su proposta del patriarca Atenagora.
Collaborò per vari anni col movimento dei Focolari al dialogo interreligioso fra cattolici e ortodossi. Il 26 ottobre 2015, quando il patriarca Bartolomeo ricevette un dottorato honoris causa in Cultura dell'Unità da parte dell'Istituto Universitario Sophia con le felicitazioni di papa Francesco, Gennadios Zervós espresse il desiderio di fondare una specifica Cattedra Ecumenica in onore del patriarca Atenagora e di Chiara Lubich che cinquant'anni prima avevano avviato per primi il cammino ecumenico fra le due confessioni.
È morto di cancro il 16 ottobre 2020 a Venezia all’età di 83 anni.